# برزيميسل
رمسلي أو برزيميسل (بالإنجليزية: Przemyśl)‏ هي مدينة، تتبع Przemyśl County ‏، وDrohobych Oblast ‏، وPrzemyśl County ‏، وPrzemyśl Land ‏، وRuthenian Voivodeship ‏، هي عاصمة Przemyśl County ‏، وPrzemyśl Voivodeship ‏، بلغ عدد سكانها 67847 نسمة، تبلغ مساحتها 46.18 كيلومتر مربع.

## المناخ
يظهر الجدول التالي التغييرات المناخية على مدار السنة لبرزيميسل:
| البيانات المناخية لـبرزيميسل      | البيانات المناخية لـبرزيميسل | البيانات المناخية لـبرزيميسل | البيانات المناخية لـبرزيميسل | البيانات المناخية لـبرزيميسل | البيانات المناخية لـبرزيميسل | البيانات المناخية لـبرزيميسل | البيانات المناخية لـبرزيميسل | البيانات المناخية لـبرزيميسل | البيانات المناخية لـبرزيميسل | البيانات المناخية لـبرزيميسل | البيانات المناخية لـبرزيميسل | البيانات المناخية لـبرزيميسل | البيانات المناخية لـبرزيميسل |
| الشهر                             | يناير                        | فبراير                       | مارس                         | أبريل                        | مايو                         | يونيو                        | يوليو                        | أغسطس                        | سبتمبر                       | أكتوبر                       | نوفمبر                       | ديسمبر                       | المعدل السنوي                |
| --------------------------------- | ---------------------------- | ---------------------------- | ---------------------------- | ---------------------------- | ---------------------------- | ---------------------------- | ---------------------------- | ---------------------------- | ---------------------------- | ---------------------------- | ---------------------------- | ---------------------------- | ---------------------------- |
| الدرجة القصوى °م (°ف)             | 14 (57)                      | 15 (59)                      | 24 (75)                      | 31 (88)                      | 31 (88)                      | 34 (93)                      | 37 (99)                      | 37 (99)                      | 37 (99)                      | 30 (86)                      | 20 (68)                      | 16 (61)                      | 37 (99)                      |
| متوسط درجة الحرارة الكبرى °م (°ف) | 0 (32)                       | 1 (34)                       | 6 (43)                       | 13 (55)                      | 19 (66)                      | 23 (73)                      | 24 (75)                      | 23 (73)                      | 19 (66)                      | 14 (57)                      | 6 (43)                       | 3 (37)                       | 12.6 (54.7)                  |
| متوسط درجة الحرارة الصغرى °م (°ف) | −7 (19)                      | −6 (21)                      | −2 (28)                      | 3 (37)                       | 8 (46)                       | 12 (54)                      | 14 (57)                      | 13 (55)                      | 9 (48)                       | 5 (41)                       | 1 (34)                       | −2 (28)                      | 4 (39)                       |
| أدنى درجة حرارة °م (°ف)           | −37 (−35)                    | −27 (−17)                    | −25 (−13)                    | −11 (12)                     | −2 (28)                      | 2 (36)                       | 6 (43)                       | 3 (37)                       | 0 (32)                       | −7 (19)                      | −16 (3)                      | −17 (1)                      | −37 (−35)                    |
| الهطول مم (إنش)                   | 27 (1.1)                     | 24 (0.9)                     | 25 (1.0)                     | 43 (1.7)                     | 57 (2.2)                     | 88 (3.5)                     | 105 (4.1)                    | 93 (3.7)                     | 58 (2.3)                     | 50 (2.0)                     | 43 (1.7)                     | 43 (1.7)                     | 656 (25.8)                   |
| المصدر: BBC Weather               |                              |                              |                              |                              |                              |                              |                              |                              |                              |                              |                              |                              |                              |

## مدن توأم
المدن التوأم:
- بادربورن
- South Kesteven [الإنجليزية]‏
- لفيف
- تروسكافيتس
- كامينيتس.

## أعلام
- زئيف ستيرنهيل
- تشيسلاف ماريك
- زئيف هيرنغ
- مانس كارتاجنر
- غريزغورز باران